# Fotballklubben Vigør
Il Fotballklubben Vigør è una società calcistica norvegese con sede nella città di Kristiansand. Milita nella 3. divisjon, quarta divisione del campionato norvegese.

## Storia
Il Vigør giocò per diverse stagioni nella Norgesserien, all'epoca massima divisione del campionato norvegese. L'ultima apparizione del club nella Fair Play ligaen fu datata 2000. Nel 1996, la squadra fallì la promozione nella 1. divisjon tramite i play-off.

## Rosa
| N. |                     | Ruolo | Calciatore           |
| -- | ------------------- | ----- | -------------------- |
| 1  | Norvegia (bandiera) | P     | Bjarte Antonsen      |
| 2  | Norvegia (bandiera) | D     | Nhan Nguyen          |
| 3  | Norvegia (bandiera) | D     | Sondre Trydal        |
| 4  | Norvegia (bandiera) | D     | Frode Helleren       |
| 5  | Norvegia (bandiera) | D     | Ruben Kleiven        |
| 6  | Norvegia (bandiera) | C     | Stian Urestad Nilsen |
| 7  | Norvegia (bandiera) | C     | Brede Andersen       |
| 8  | Norvegia (bandiera) | C     | Benjamin Olesen      |
| 9  | Norvegia (bandiera) | A     | Remi Håverstad       |
| 10 | Norvegia (bandiera) | C     | Christoffer Andersen |
| 11 | Norvegia (bandiera) | C     | Ole André Larsen     |
| 12 | Norvegia (bandiera) | P     | Benjamin Boujar      |

| N. |                     | Ruolo | Calciatore         |
| -- | ------------------- | ----- | ------------------ |
| 13 | Norvegia (bandiera) | D     | Aron Abrahamsen    |
| 15 | Norvegia (bandiera) | D     | Sondre Wikøren     |
| 18 | Norvegia (bandiera) | C     | Fredrik Kviljo     |
| 19 | Norvegia (bandiera) | A     | Adi Dukic          |
| 20 | Norvegia (bandiera) | D     | Glenn Isaksen      |
| 21 | Norvegia (bandiera) | C     | Eskild Pedersen    |
| 22 | Norvegia (bandiera) | C     | Leif Otto Paulsen  |
| 28 | Norvegia (bandiera) | D     | Sigbjørn Hannevik  |
| 32 | Norvegia (bandiera) | D     | Kenneth Larsen     |
| 77 | Norvegia (bandiera) | A     | Knut Magne Momrak  |
| 88 | Norvegia (bandiera) | D     | Lars Gunnar Stokke |

## Palmarès

### Altri piazzamenti
- Coppa di Norvegia:

Semifinalista: 1938